# Oegeln (Beeskow)
Oegeln (niedersorbisch Hugliny) ist ein Ortsteil der Stadt Beeskow im Landkreis Oder-Spree (Brandenburg). Die ehemals selbstständige Gemeinde wurde zum 6. Dezember 1993 in die Stadt Beeskow eingemeindet.

## Geographie
Oegeln liegt knapp drei Kilometer Luftlinie von der Altstadt von Beeskow entfernt. Es ist über die Frankfurter Straße und anschließend auf der B 168, die westlich am Ortskern vorbei führt, rasch zu erreichen. Die B 168 endet – schon außerhalb der Gemarkung – an der B 87. Diese schneidet noch den nordwestlichen Teil der Gemarkung und überquert die Spree. Der Ortskern liegt auf etwa 44 m ü. NHN.
Die Gemarkung Oegeln grenzt im Norden an Ragow, im Osten, Süden und Westen an die Stadtmarkung von Beeskow. Im Westen bildet(e) die Spree die Grenze. Die Spree verlagerte ihr Bett jedoch nach Osten, sodass die derzeitige Westgrenze von einem Altarm der Spree gebildet wird. Auf der Gemarkung verbreitert sich die Spree seenartig zum Oegelnischen See. Die Südgrenze der Gemarkung verläuft entlang des früheren Oelse-Fließes, das jedoch heute gegenüber dem früheren Verlauf stark begradigt ist. Die gesamte Gemarkung ist sehr flach und steigt nur auf 45,7 m ü. NHN an; tiefster Punkt ist der mittlere Pegel der Spree bei etwa 42 m ü. NHN. Der größere Teil der Gemarkung wird landwirtschaftlich genutzt. Lediglich im Westen zieht sich ein breiterer Streifen Wald entlang dem rechten Ufer der Spree. Vom Ragower Hauptgraben, der nördlich der Gemarkung verläuft, zieht ein Graben durch den Ort hindurch zur Oelse. Nordöstlich des Ortskerns befindet sich nahe der Markungsgrenze ein kleiner Teich.

## Geschichte
Der Ort wird bereits 1287 erstmals als Oglow urkundlich genannt. 1344 heißt es Ogelyn, 1418 Ougelyn und 1481 Ewgelyn. Der Name wird von einer altsorbischen Grundform *Uglina, Ort wo Holzkohle gebrannt wird, bzw. Kohlenmeiler stehen, abgeleitet. Nach seiner Ortsstruktur war Oegeln ein Sackgassendorf mit Gut.

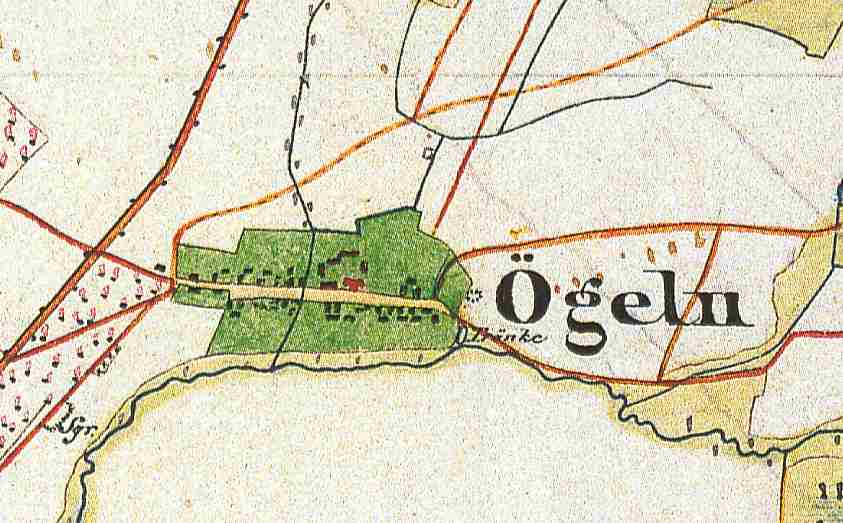
Oegeln auf dem Urmesstischblatt 3851 von 1846

### Besitzgeschichte
Die Besitzverhältnisse von Oegeln sind bis ins Spätmittelalter hinein nur in Einzeldaten bekannt. 1287 besaßen die Nonnen des Benediktinerinnenkloster Spandau zwei Hufen auf der Feldmark von Oegeln. Was aus diesem Besitz wurde, ließ sich mangels Urkunden nicht ermitteln. Zumindest ab dem 14. Jahrhundert ist die Zugehörigkeit zur Herrschaft Beeskow dokumentiert. Nach Töpler gehörte der Gebietsstreifen zwischen Spree und Oder bis etwa auf die Höhe von Neuzelle ursprünglich zum Land Lebus. Er wurde erst gegen 1230 an die Mark Lausitz abgetreten. Davon zeugen noch alte Grenzbeschreibungen des Bistums Lebus und die Zugehörigkeit von Merz, Ragow und Oegeln zum Bistum Lebus.
1313 hatte die Stadt Beeskow einen Streit mit Caspar von Köckeritz auf Oegeln, den Ulrich von Bieberstein schließlich entschied.
1344 bestätigte der brandenburgische Markgraf Ludwig die Grenzen der Stadt Beeskow. In diesem Zusammenhang wird auch Oegeln (Ogelyn) und das Oelse-Fließ (daz vliesz zer Olsen) erwähnt. Ein Ortsbesitzer ist nicht genannt. Erst 1418 erscheint mit he(y)ntze beynewitz zcu ougelin gesessin ein weiterer Ortsbesitzer. Heintze Bennewitz war ein Gefolgsmann von Hans von Bieberstein, dem Besitzer der Herrschaft Beeskow. Damit ist auch erstmals ein Rittersitz in Oegeln belegt.
1438 übereignete der brandenburgische Markgraf Friedrich der Jüngere dem Karthäuserkloster in Frankfurt (Oder) Zinsen in Oegeln.
Nach der Übersicht über die Bestände des Brandenburgischen Landeshauptarchivs sollen Ragow und Oegeln seit 1461 und bis 1577 der Familie von Streumen gehört haben. Dies ist sicher unzutreffend wie die folgenden Belehnungen von 1481 und 1490 zeigen. Die Rittergüter von Ragow und Oegeln wurden erst später miteinander verbunden.
Am 19. März 1481 erhielten Matthias und Jakob von Hake von Hans V. von Bieberstein den Lehnbrief über das Dorf Oegeln mit Zubehör. 1481 erlaubte Hans von Bieberstein dem Matthias/Thews Hacke auf dem Kietz bei Beeskow und zu Oegeln gesessen die Aufnahme eines Darlehens von den Schützen in Beeskow. Vermutlich ist Matthias/Thews Hacke um/vor 1490 verstorben, denn am 28. Februar 1490 erhielten ein Hans Haken, wahrscheinlich der Sohn des Matthias Haken, und Jacob Haken einen neuen Lehnbrief über Oegeln mit Zubehör.
Um die Mitte des 16. Jahrhunderts gehörte zumindest ein Teil der Zehnten von Oegeln dem Lebuser Domkapitel. Der Domherr Martin Schulz (Martini Schulteti) besaß in Oegeln die Zehnten von 12 Hufen. Wahrscheinlich war dies sogar der gesamte Zehnt, denn um 1600 werden insgesamt nur 11 Hufen erwähnt.
Nach dem Erbregister der Herrschaft Beeskow von 1514 musste der Richter von Oegeln jährlich einen Honigzins von zwei grosz maasz an die Herrschaft in Beeskow liefern.
1518 besaß ein (von) Hacke auf Oegeln einen Dreihufenhof in Glienicke, der von Valtinn Weymann bebaut wurde. Dieser (von) Hacke ist nur deshalb im Erbregister der Herrschaft Storkow erwähnt, weil der Bauer Valtinn Weymann noch mithaber (Miethafer) in Höhe von 8 Scheffeln an die Herrschaft in Storkow liefern musste. Der oder die namentlich nicht genannte(n) Besitzer der Rittergüter Ragow und Oegeln musste(n) 1518 mit 1½ Pferden der Herrschaft dienen (im Kriegsfalle Pferde stellen).
1508 waren Heinrich von Strümens Witwe und Valentin von Strümen im Besitz von Ragow mit dem Rittersitz und der Mixdorfer Mühle (heute Ragower Mühle). 1521 hatte Valte Strewme (Streumen) seinen Rittersitz auf Ragow. Er war der Sohn des Heinrich von Streumen, der 1508 schon verstorben war. Die Familie von Streumen war seit 1461 im Besitz von Ragow. Er könnte schon damals auch im Besitz von Oegeln gewesen sein oder hat Oegeln in den Folgejahren hinzu erworben. Vor/um 1542 war jedenfalls sein mutmaßlicher Sohn Heinrich von Streumen Besitzer von Ragow und Oegeln.
Die Angabe von Wohlbrück, dass 1521 und 1548 Oegeln der Familie von Maltitz gehört haben soll, konnte anhand von Urkunden nicht verifiziert werden.
1542 verkauften Joachim, Melchior und Leonhardt die Langen ihre vom Vater Georg ererbten Güter, die Dörfer Pretschen und Wittmannsdorf an Friedrich den Jüngeren von Streumen zu Trebatsch; mitbelehnt war sein Bruder Heinrich von Streumen auf Ragow und Oegeln. Heinrich von Streumen verstarb um/vor 1553 und hinterließ zwei unmündige Söhne Friedrich und Heinrich sowie vier unverheiratete Töchter Interimsweise erhielt sein Bruder Friedrich von Streumen auf Trebatsch am 22. März 1553 (Mittwoch nach Judica) die beiden Dörfer Ragow und Oegeln für sechs Jahre vom Bischof von Lebus Johann VIII. 1565 musste der Besitzer von Ragow und Oegeln 1½ Ritterpferde stellen. Nach dem Historischen Ortslexikon sollen die von Streumen Oegeln bis 1577 besessen haben.
1577 kam es zu einem Prozess zwischen einem von Rohr auf Ragow, Merz und Oegeln und dem Rat der Stadt Beeskow. Sehr wahrscheinlich handelte es sich um Georg von Rohr, der sich um diese Zeit in Oegeln und Ragow ansässig gemacht hatte. 1579 verkaufte Hans von Streumen Ragow und Oegeln endgültig an Georg von Rohr. Der Kaufpreis soll 14.300 Taler betragen haben. 1583 musste Georg von Rohr als Besitzer von Ragow ein Ritterpferd stellen. Er erhielt dazu von Abraham von Kracht von Klein Rietz ein halbes Pferd, was natürlich nur eine Rechnungseinheit war. Nach dem Urteil der Musterungskommission war Georg von Rohr mit allem wol staffirt gewesen.
1623 hatte die Stadt Beeskow Grenzstreitigkeiten mit den Brüder Hans Adam, Caspar Ernst und Emmrich (recte Ehrenreich) von Rohr auf Oegeln, die Nicolaus von Maltitz auf Giesensdorf schlichtete. Die drei Brüder waren die Söhne des Kersten von Rohr und der Eva von Holzendorf. Von 1622 bis 1626 verwalteten Georg und Kersten von Rohr gemeinsam die beiden Rittergüter Oegeln und Ragow, die anderen Brüder waren in Kriegsdiensten. 1626 teilten schließlich die sieben Söhne des Kersten von Rohr das Erbe ihres Vaters auf. Der Vater hatte sieben Lose gebildet, die unter den Söhnen verteilt wurden. Vier der Lose bestanden aus Rittersitzen oder Immobilien, drei Lose nur aus Geld. Die vier Söhne, die eines der Lose mit Immobilien bekamen, mussten die anderen drei Söhne mit Geld abfinden, sodass jeder der sieben Söhne Immobilien oder Geld in Höhe von 3.500 Talern erhielt.
- 1. Los: das halbe Dorf Ragow mit dem Rittersitz und die Hälfte aller Nutzungen und Rechte, vier Zweihufenbauern, vier Einhufenbauern und sechs Kossäten. Wert: 10.000 Taler. Dieses Los fiel dem Sohn Kersten von Rohr (um 1595–1637) zu.
- 2. Los: die andere Hälfte von Ragow mit einem Platz zum Bau eines neuen Rittersitzes, die Hälfte aller Nutzungen und Rechte, vier Zweihufenbauern, vier Einhufenbauern und sechs Kossäten. Wert: 8.000 Taler. Dieses Los fiel dem Hans Adam von Rohr (1594–1661) zu. Er soll seinen Anteil an die Brüder Georg und Kersten verkauft haben. Der Bau des neuen Rittersitzes verzögerte sich, auch infolge des Dreißigjährigen Krieges. 1661 war dieser noch nicht erbaut, erst 1672 war ein bescheidenes Fachwerkhaus, und noch nicht ganz fertig, entstanden.
- 3. Los: das Dorf Oegeln mit Rittersitz und Zubehör. Wert: 6.000 Taler. Dieses Los übernahm Georg von Rohr
- 4. Los: das Freihaus in Beeskow. Wert: 500 Taler. Das Beeskower Freihaus fiel an Wulf von Rohr.
- 5.–7. Los: 3.500 Taler in bar. Caspar Ernst, Ehrenreich und Otto wurden (zunächst) mit Geld abgefunden.

Nach der Katastrophe des Dreißigjährigen Krieges war Kersten der Jüngere von Rohr mit seiner Familie an der Pest gestorben. Georg und Wulff (aus erster Ehe des Kersten des Älteren) und Otto (aus zweiter Ehe des Kersten des Älteren) waren ebenfalls verstorben, sodass 1641 eine erneute Erbteilung stattfand. In der (Gesamt-)Belehnung von 1644 sind neben den drei überlebenden Brüdern (Hans Adam, Caspar Ernst und Ehrenreich), die Söhne des Georg, Christian Ewald und Georg Ernst sowie ein Sohn des Wulf, Wolf Joachim genannt. Danach erhielten:
- Hans Adam: Ragow A
- Caspar Ernst: Ragow B
- Ehrenreich: Oegeln

Die drei noch unmündigen Söhne der verstorbenen Brüder wurden mit Geld abgefunden. Die Söhne des Georg machten sich 1672 und 1676 in Wilmersdorf ansässig.
Ehrenreich von Rohr (1619–1676), der 1641 Oegeln erhalten hatte, war mit Catharina Maria von Rohr verheiratet, der Tochter des Caspar von Rohr von Leddin und einer NN von Gühlen adH Barsikow. Aus der Ehe gingen drei Kinder hervor, die Töchter Gottliebe Tugendreich (um 1663–1691) und Catharina Maria (um 1665–1730) sowie den Sohn Christian Caspar (um 1665–1713). Die Tochter Catharina Maria, heiratete am 17. April 1689 Kerstin von Rohr (1645–1730), den Sohn des Hans Adam von Rohr und der Ursula Catharina von Zabeltitz. Der Landreiterbericht von 1652 nennt ihn als alleinigen Besitzer von Oegeln.
Erbe von Oegeln war der Sohn Christian Caspar, der 1686 mit Dorothea von der Hagen verheiratet war. Er hatte neun Töchter, sodass nach seinem Tod 1713 Oegeln in einem 1715 geschlossenen Vergleich an den 70-jährigen Kersten von Rohr (1645–1750) ging. Er hatte seinen Rittersitz Ragow A schon 1714 an seinen Neffen Adam Ehrenreich, den Sohn seines Bruders Wolf Ehrenreich von Rohr verkauft. Aus der Ehe von Adam Ehrenreich mit Catharina Maria von Rohr (* 1661, 11. April 1730 Tochter des Ehrenreich von Rohr und der Catharina Maria von Rohr von Leddin) gingen fünf Kinder hervor, darunter auch der königlich-preußische Generalmajor Kaspar Friedrich von Rohr (* 19. Juni 1702; † 12. Dezember 1757). Die vier älteren Kinder waren: Hans Ehrenreich (* 26. Januar 1690), Wulf Ernst (* 3. Januar 1691), Adam Christian (* 6. Mai 1693) und Catharina Sophie (* 27. Dezember 1695).
Nach dem Tod des Kersten von Rohr 1730 übernahm dessen Sohn Wulf Ernst von Rohr Oegeln. Wulf Ernst von Rohr auf Ragow und Oegeln heiratete 1733 Charlotta Sabina von Rohr, die älteste Tochter von Ernst Albrecht von Rohr (1679–1743) auf Ragow B und Merz und der Catharina Hedwig von Göllnitz (1693–1722). Wulf Ernst von Rohr starb früh am 6. September 1757 und hinterließ vier unmündige Söhne, Georg Ernst, Christian Friedrich, Carl Wilhelm und Johann Albrecht, zu deren Vormund der Ritterschaftsrat Joachim Balthasar von Rohr bestimmt wurde.
1770 kaufte schließlich Joachim Balthasar den vier Brüdern, von denen einer unverheiratet, die drei anderen sich anderweitig ansässig gemacht hatten, Oegeln für 22.000 Taler ab. 1798 war Joachim Balthasar von Rohr auf Oegeln Ritterschaftsrat des Lebusischen und Beeskow-Storkowischen Kreises. Er war der Sohn des Ernst Albrecht von Rohr und der Catharina Hedwig von Göllnitz. Joachim Balthasar v. Rohr (1722–1800) auf Oegeln war mit Louise Maria von Rohr (1737–1776) verheiratet; sie war die Tochter des Wulf Ernst von Rohr und der Charlotte Sabine von Rohr. Oegeln erbte der einzige Sohn Joachim Ernst, der 1822 unverheiratet und ohne Leibeserben starb. Er hatte das Gut seinem Adoptivsohn Carl Ferdinand Natus, dem Sohn des Postmeisters Friedrich Gerhard Natus vererbt.
Carl Natus heiratete 1819 in Beeskow Henriette von Brünnow, die einzige Tochter des Rittmeisters Heinrich von Brünnow. 1828 gehörte das Rittergut Oegeln der verehel. Postmeister Natus, geb. von Brünnow. Carl Ferdinand Natus besaß auch das Vorwerk in der Fürstenwalder Vorstadt von Beeskow. Berghaus gibt für 1850 Henriette Natus, geb. von Brünnow als Besitzerin an. Das Gut hatte eine Gesamtgröße von 2751 Morgen 30 Quadratruten, davon 972 Morgen 54 Quadratruten Acker, 114 Morgen 98 Quadratruten Wiesen und 1207 Morgen 163 Quadratruten Forst. Auch Rauer nennt noch 1857 Frau Postmeister Natus geb. von Brünnow als Besitzerin von Oegeln. Auch Riehl und Scheu verzeichnen sie 1861 noch als Besitzerin von Oegeln. Wann sie das Gut Oegeln verkauft hat, ist noch nicht bekannt.
Das General-Adressbuch der Ritterguts- und Gutsbesitzer im Deutschen Reiche von 1879 nennt als neuen Besitzer Hermann Hirsch. Das Gut hatte damals eine Größe von 629,96 Hektar. davon waren 285,34 Hektar Acker, 25,58 Hektar Wiesen, 22,41 Hektar Hutung und 296,63 Hektar Wald. Der Grundsteuerreinertrag betrug 3867 Mark Grundsteuerreinertrag. Unter der Rubrik Industrielle Anlagen ist eine Stärkefabrik vermerkt. Das Handbuch des Grundbesitzes im Deutschen Reiche von 1885 beziffert die Gesamtgröße des Rittergutes Oegeln mit 671 Hektar, davon 288 Hektar Acker, 26 Hektar Wiesen, 22 Hektar Hutung, 310 Hektar Wald, 1 Hektar Unland und 24 Hektar Wasser. Der Grundsteuerreinertrag war mit 3870 Mark fast gleich geblieben. Unter den industriellen Anlagen wird nun neben der Stärkefabrik auch eine Ziegelei aufgeführt. Schwerpunkt der Wirtschaft war die Milchwirtschaft und die Zucht der Angelner Viehrasse, 1896 hatte sich die Gesamtgröße mit 670 Hektar kaum verändert. Lediglich die Nutzung der Flächen war mit 300 Hektar Acker, 30 Hektar Wiesen und Weiden, 300 Hektar Forst und 20 Hektar Wasser leicht anders. Unter den industriellen Anlagen ist nur noch die Stärkefabrik genannt. Anscheinend war die Ziegelei schon wieder eingegangen.
Ab 1903 erscheint als Besitzer der Sohn des Hermann Hirsch, Jobst Hirsch (* 1863; † 1944). An der Größe änderte sich wenig. Dagegen war die Stärkefabrik eingegangen und stattdessen eine Brennerei eingerichtet worden. 1914 belief sich der Tierbestand auf dem immer noch Jobst Hirsch gehörenden Rittergut Oegeln auf 14 Pferde, 71 Stück Rindvieh, davon 51 Milchkühe und 43 Schweine. Jobst Hirsch konnte das Rittergut Oegeln auch über den Ersten Weltkrieg hinweg behaupten. Er setzte 1921 schon einen Motorpflug auf seinen Äckern ein. Jobst Hirsch gehörte dem jüdischen Bildungsbürgertum an; er wurde 1944 zusammen mit seiner Frau Toni im KZ Theresienstadt ermordet. Er hatte das Rittergut Oegeln Ende der 1930er/Anfang der 1940er Jahre an die Schwiegermutter des Nazi-Staatssekretärs Ludwig Grauert verkaufen müssen, die als Stellvertreterin von Grauert selber fungierte. Das Gut mit einer Größe von 624 Hektar wurde 1946 enteignet. 1946 beantragten die Kinder von Toni und Jobst Hirsch ohne Erfolg die Rückgabe des Rittergutes. Es wurde in der Bodenreform aufgeteilt.

### Dörfliche Geschichte
Bereits für 1313 kann angenommen werden, dass Oegeln Rittersitz war, ebenso 1418. Seit dem 16. Jahrhundert dürfte Oegeln mehr oder weniger kontinuierlich Rittersitz gewesen sein. 1576 saßen neben der Gutsherrschaft fünf Bauern und 15 Kossäten im Dorf. 1578 gehörte auch eine freie Schäferei dazu. 1600 gehörten vier Ritterhufen in Oegeln und Ragow zum Gut (je zwei in den beiden Orten?). Außerdem gab es neun Bauernhufen. Allerdings klagten die Bauern, dass die Junker viele Bauernhufen ausgekauft habe. Daneben gab es 15 Kossätenstellen. 1645 sollen nur zwei Ritterhufen in Oegeln gewesen sein, d. h. von Abgaben befreite Hufen. 1652 waren vier Zweihüfner wüst, darunter auch der Schulze mit dem Schulzengericht. Der Bauer war entlaufen. Der Hof des Lehnmann war schon vor langer Zeit zum Rittersitz gekauft worden. Der Bauer des Einhufenhofes hielt sich in Beeskow auf. Die Äcker der wüsten Bauernhöfe wurden vom Rittergut geackert. Von den 15 Kossätenhöfen waren neun ganz wüst und abgebrannt. Auf zwei Kossätenstellen saßen der Schäfer und der Meier des Junker. Die Bauernhöfe wurden im weiteren Verlauf der Dorfgeschichte nicht wieder aufgebaut; die Bauernhufen verblieben beim Rittergut.
1692 waren neben den Bauernhöfen immer noch 7 Kossätenhöfe wüst. Sie wurden allerdings von den übrigen Einwohnern genutzt. Auf der Bauernhufe wurde 12 Scheffel Wintersaat und 8 Scheffel 1 Metze Sommersaat ausgebracht. Auf dem Kossätenland wurde pro Kossätenhof 3 Scheffel 2 Metzen Wintersaat und 3 Scheffel 2 Metzen Sommersaat ausgebracht. Insgesamt wurden 6 Wispel 11 Scheffel und 6 Metzen Wintersaat und 5 Wispel 3 Metzen Sommersaat gesät. Es gab drei große Felder. Die Ernte betrug das 3. bis 4. Korn. Je Bauernhufe wurden 7 Fuder Heu eingebracht, je Kossät 4 Fuder Heu und etwas Rohrung. Die Dorfbewohner hatten notdürftig Brennholz aus der Müllroser Heide. Sie hielten keine Schafe.
1708 lebten neun Kossätenfamilien in Oegeln sowie ein Schäfer und ein Hirte. 1727 hatte die Feldmark angeblich 24 Hufen. 1745 bestand das Dorf aus dem Rittergut, neun Kossätenhöfen und einer Schäferei.
Nach der Schlacht von Kunersdorf (12. August 1759) waren die österreichischen und russischen Truppen auch bis in den Beeskow-Storkowischen Kreis eingerückt und plünderten die Dörfer aus. In Oegeln wurde der Adelshof fast ganz zerstört, Alle beweglichen Teile, wie Türen, Fenster und Mobiliar, sogar Öfen wurden heraus gerissen und in Stücke gehauen. Die Bewohner von Oegeln und des Adelshofes wurden zum Teil schwer misshandelt, um ihnen die Verstecke von Wertsachen zu entlocken. Sämtliches Vieh und Getreide wurde geraubt. Der Schaden allein der Untertanen in Oegeln, ohne den Adelshof, betrug über 11.000 Reichstaler.
1771 wurde in Oegeln einer Schule eingerichtet und ein Lehrer angestellt. 1775 gab es im Dorf 15 Feuerstellen (Wohnhäuser), in denen neun Kossätenfamilien und neun Büdner wohnten; insgesamt 81 Einwohner. 1801 bestand die Wohnbevölkerung aus neun Kossätenfamilien und zehn Einlieger. Es gab auch einen Krug. Insgesamt gab es nun 20 Wohnhäuser in Oegeln. Auf der Gemarkung standen 160 Morgen Holz. Bratring gibt die Größe der Feldmark wieder mit 24 Bauernhufen und zwei Ritterhufen an. 1837 standen schon 22 Wohnhäuser. 1861 hatte die Landgemeinde 105 Einwohner. In 16 Wohngebäuden wohnten 17 Familien. Im Gemeindebezirk standen 24 Wirtschaftsgebäude. Der Gutsbezirk Oegeln hatte 59 Einwohner. In acht Wohnhäusern lebten acht Familien, Im Gutsbezirk standen 10 Wirtschaftsgebäude, darunter eine Brennerei.
1864 gab es nur noch sieben Kossätenhöfe und sechs Halbkossäten. Zwei Kossätenhöfe waren vor längerer Zeit vom Rittergut eingezogen worden. 1871 wurden im Gemeindebezirk 15 Wohngebäude gezählt, in denen 15 Familien wohnten. Insgesamt hatte der Gemeindebezirk 90 Einwohner. 1867 wurden im Gemeindebezirk noch 86 Einwohner gezählt. 1888 wurde der Abschnitt von Grunow nach Beeskow der Bahnstrecke Grunow–Königs Wusterhausen eröffnet. Die Bahnlinie führt nur ein kurzes Stück über den südwestlichsten Teil der Gemarkung. Oegeln erhielt eine Haltestelle bzw. einen kleinen Bahnhof. Die Haltestelle bzw. der Bahnhof Oegeln liegt außerhalb der Gemarkung Oegeln auf der Stadtmarkung Beeskow.
Um 1900 gehörten zur Landgemeinde 15 Häuser, zum Gutsbezirk 12 Häuser. 1928 wurden Gemeinde- und Gutsbezirk zur Gemeinde Oegeln vereinigt. 1931 hatte Oegeln 26 Wohnhäuser. 1939 gab es einen landwirtschaftlichen Großbetrieb (das Rittergut), einen Betrieb mit 20 bis 100 ha, 9 Betriebe mit 10 bis 20 ha, einen Betrieb mit 5 bis 10 ha und vier Kleinbetriebe mit 0,5 bis 5 ha.
| Bevölkerungsentwicklung von 1774 bis 1992 | Bevölkerungsentwicklung von 1774 bis 1992 | Bevölkerungsentwicklung von 1774 bis 1992 | Bevölkerungsentwicklung von 1774 bis 1992 | Bevölkerungsentwicklung von 1774 bis 1992 | Bevölkerungsentwicklung von 1774 bis 1992 | Bevölkerungsentwicklung von 1774 bis 1992 | Bevölkerungsentwicklung von 1774 bis 1992 | Bevölkerungsentwicklung von 1774 bis 1992 | Bevölkerungsentwicklung von 1774 bis 1992 | Bevölkerungsentwicklung von 1774 bis 1992 | Bevölkerungsentwicklung von 1774 bis 1992 | Bevölkerungsentwicklung von 1774 bis 1992 | Bevölkerungsentwicklung von 1774 bis 1992 | Bevölkerungsentwicklung von 1774 bis 1992 | Bevölkerungsentwicklung von 1774 bis 1992 | Bevölkerungsentwicklung von 1774 bis 1992 | Bevölkerungsentwicklung von 1774 bis 1992 |
| ----------------------------------------- | ----------------------------------------- | ----------------------------------------- | ----------------------------------------- | ----------------------------------------- | ----------------------------------------- | ----------------------------------------- | ----------------------------------------- | ----------------------------------------- | ----------------------------------------- | ----------------------------------------- | ----------------------------------------- | ----------------------------------------- | ----------------------------------------- | ----------------------------------------- | ----------------------------------------- | ----------------------------------------- | ----------------------------------------- |
| Jahr                                      | 1774                                      | 1801                                      | 1818                                      | 1837                                      | 1858                                      | 1875                                      | 1890                                      | 1910                                      | 1925                                      | 1939                                      | 1946                                      | 1950                                      | 1964                                      | 1971                                      | 1981                                      | 1992                                      |                                           |
| Einwohner                                 | 81                                        | 122                                       | 119                                       | 149                                       | 164                                       | 193                                       | 175                                       | 165                                       | 158                                       | 150                                       | 219                                       | 236                                       | 205                                       | 199                                       | 192                                       | 169                                       |                                           |

1946 wurde das Rittergut enteignet. Von den 624 enteigneten Hektar wurden 167 ha an 13 Landarbeiter und landlose Bauern verteilt, 69 ha an landarme Bauern, 2,5 ha an einen Kleinpächter und 160 ha an Umsiedler. 7 ha erhielt die Gemeinde Oegeln und 200 ha Wald behielt sich die Provinzialverwaltung vor. Zehn Altbauern in Oegeln erhielten 20,5 ha Wald.
1952 wurde bereits die erste LPG vom Typ I gegründet, die schon 1954 in eine LPG Typ III umgewandelt wurde. 1960 umfasste die LPG Typ III 10 Betriebe mit 32 Mitgliedern und 246 ha Nutzfläche. Eine zweite LPG Typ I mit 12 Betrieben und 18 Mitgliedern bewirtschaftete 175 ha landwirtschaftliche Nutzfläche. Sie wurde 1970 an die LPG Typ III angeschlossen. 1979 waren am Bahnhof Oegeln des VEB Kombinat Industrielle Mast Eierverpackungsmittel und der VEB Industrielle Mast Entenproduktion Potsdam (Betriebsteil Bahnhof Oegeln) ansässig. Im Dorf saß die ZBE Färsenaufzucht Schneeberg mit der Jungrinderanlage Oegeln.

### Kommunale Zugehörigkeit
Oegeln gehörte im Spätmittelalter zur niederlausitzischen Herrschaft Beeskow, die 1518 zusammen mit der westlich anschließenden Herrschaft Storkow von Ulrich V. von Bieberstein an den Bischof von Lebus Dietrich von Bülow verpfändet wurde. Der Gebietsstreifen zwischen der Spree im Westen und der Oder im Osten gehörte noch um 1200 noch zum Land Lebus und nicht zur Markgrafschaft Lausitz. Die Südgrenze verlief etwa südlich von Neuzelle nach Niewisch am Schwielochsee. Etwa um 1250 fiel das Gebiet an die Mark Lausitz. Letzte Hinweise dieser ursprünglichen Zugehörigkeit zum Land Lebus war im Spätmittelalter noch die kirchliche Zugehörigkeit der Dörfer Ragow, Merz und Oegeln zum Bistum Lebus.
Die Niederlausitz (Markgrafschaft Lausitz) und damit auch die Herrschaft Beeskow war ein Lehen der böhmischen Krone. Nach dem Aussterben der Biebersteiner im Mannesstamm 1551 fiel das Lehen nominell wieder an die böhmische Krone zurück. Das Pfand blieb aber davon unberührt. 1555/56 kam das Pfand vom Bischof von Lebus an den brandenburgischen Markgrafen Johann von Küstrin, der die Herrschaft Beeskow bis zu seinem Tod 1571 innehatte. Nach mehreren Erhöhungen der Pfandsumme wurde 1575 der brandenburgische Kurfürst Johann Georg mit der Herrschaft Beeskow (und Storkow) belehnt, die nun (zusammen mit der Herrschaft Storkow) Teil der Mark Brandenburg wurde. Die Herrschaften Beeskow und Storkow blieben nominell bis 1742 böhmisches Lehen.
Aus den Herrschaften Beeskow und Storkow bildete sich im 17. Jahrhundert allmählich der Beeskow-Storkowische Kreis heraus. 1816 wurden die beiden Herrschaften getrennt. Die (frühere) Herrschaft Beeskow wurde mit dem Krumspreeischen Kreis zum Kreis Lübben-(Beeskow) vereinigt, die (frühere) Herrschaft Storkow wurde mit dem Teltowischen Kreis zum Kreis Teltow-Storkow vereinigt. Der Kreis Lübben-(Beeskow) wurde dem Regierungsbezirk Frankfurt an der Oder zugewiesen, während der Kreis Teltow-Storkow beim Regierungsbezirk Potsdam verblieb. 1835 wurde diese Trennung rückgängig gemacht, und die beiden früheren Herrschaften zum Kreis Beeskow-Storkow vereinigt. Von 1950 bis 1952 gehörte Oegeln zum Kreis Fürstenwalde, der einen völlig anderen Zuschnitt hatte als der 1952 gebildete Kreis Fürstenwalde. Ab 1952 gehörte Oegeln zum neugeschaffenen Kreis Beeskow. Der Kreis Beeskow wurde nach der Wende noch in Landkreis Beeskow umbenannt und ging zum 6. Dezember 1993 im neuen Landkreis Oder-Spree auf.
Im Laufe des 19. Jahrhunderts bildete sich der Gemeindebezirk und der Gutsbezirk Oegeln heraus. Der Gemeindebezirk umfasste lediglich 135 ha, der Gutsbezirk 667 ha. Bei der Bildung der Amtsbezirke in der Provinz Brandenburg 1874 wurde Oegeln dem Amtsbezirk 22 Merz zugewiesen, zusammen mit den Landgemeinden Merz und Ragow sowie den Gutsbezirken Merz, Oegeln und Ragow. Amtsvorsteher wur Rittmeister a. D. und Rittergutsbesitzer Bernhard von der Schulenburg in Ragow, sein Stellvertreter Inspektor Baltzer in Ragow. 1928 wurden Gemeinde- und Gutsbezirk Oegeln zur Landgemeinde Oegeln vereinigt.
Oegeln wurde zum 6. Dezember 1993 in die Stadt Beeskow eingemeindet und ist seither ein Ortsteil der Stadt Beeskow. Der Ortsteil wird durch einen Ortsbeirat bestehend aus drei Personen repräsentiert, die aus ihrer Mitte den Ortsvorsteher wählen. Ortsvorsteher ist derzeit (2018) Bernd Medejczyk.

### Kirchliche Zugehörigkeit
Oegeln war 1600 (ohne eigene Kirche) Tochterkirche von Merz, 1625, 1801, 1858 und 1897 war Oegeln in Merz eingekircht. 1652, 1750 und 1837 war der Ort in Ragow eingekircht. Merz, Oegeln und Ragow gehörten noch bis zur Mitte des 16. Jahrhunderts zum Bistum Lebus.

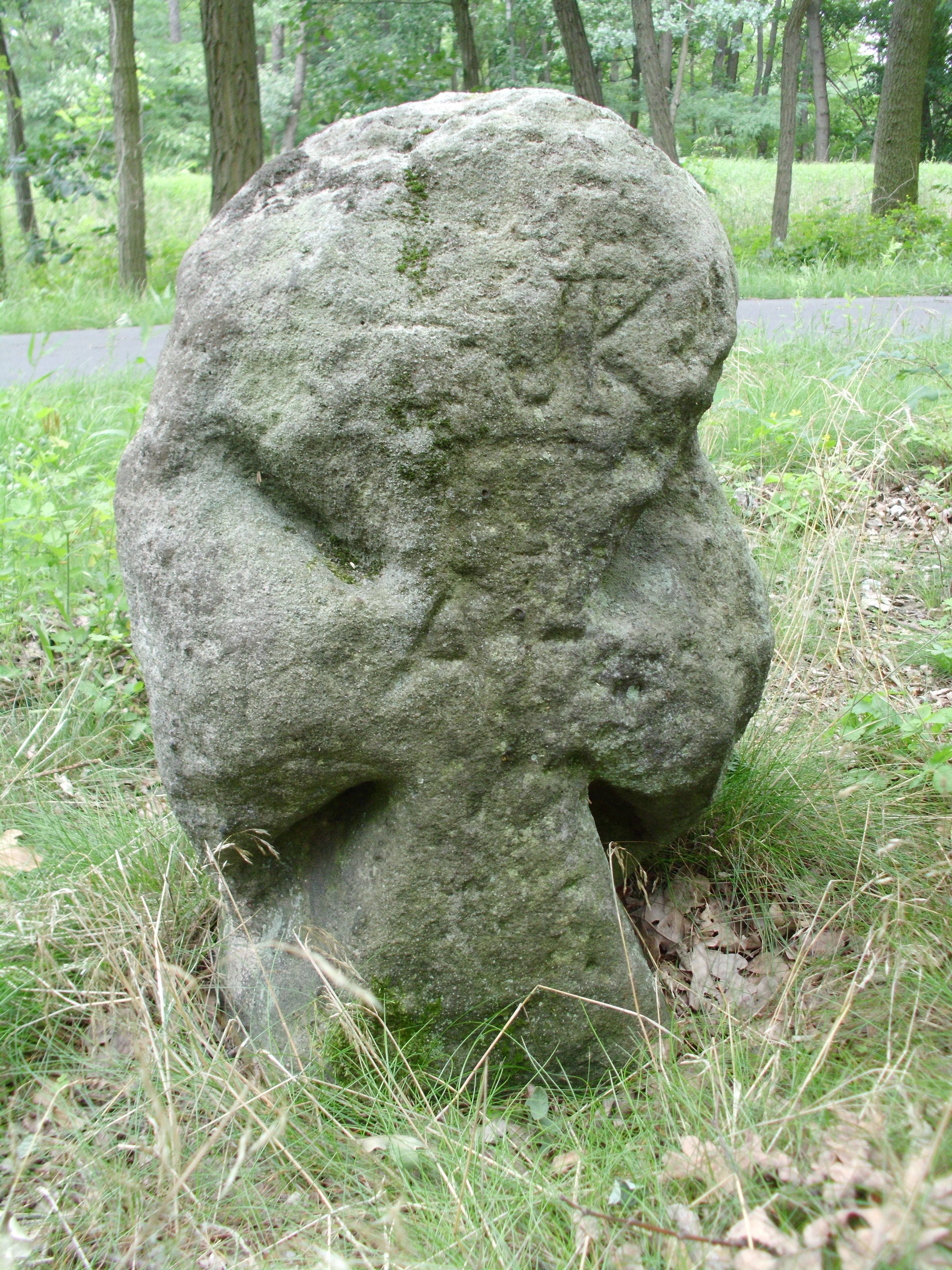
Sühnekreuz

## Denkmale und Sehenswürdigkeiten
Die Denkmalliste des Landes Brandenburg für den Landkreis Oder-Spree listet vier Bodendenkmale auf der Gemarkung von Oegeln auf:
- Nr. 90540 Beeskow Flur 3, Oegeln Flur 1: eine Siedlung der römischen Kaiserzeit
- Nr. 90537 Oegeln Flur 1: eine Siedlung der Steinzeit
- Nr. 90538 Oegeln Flur 1: ein Steinkreuz (Sühnekreuz) aus dem deutschen Mittelalter (52° 10.688', O 14° 16.622')[57]
- Nr. 90539 Oegeln Fluren 1 und 2: der Dorfkern aus dem deutschen Mittelalter und der Neuzeit

## Verkehrsanbindung
Oegeln ist über den Öffentlichen Nahverkehr von Beeskow zu erreichen. Die B 87 führt direkt zur Autobahnanschlussstelle Frankfurt (Oder)-West. Im Bahnhof Oegeln hält stündlich die Regionalbahn OB 36 der Strecke Beeskow – Frankfurt (Oder).
Der Oder-Spree-Dahme-Radweg führt von Mixdorf durch Oegeln nach Beeskow.

## Öffentliches Leben
Das öffentliche Leben findet in erster Linie in den Vereinen statt. Zu nennen wären:
- Freiwillige Feuerwehr
- Tischtennisverein Oegeln
- TSV Oegeln

## Besonderes Ereignis
Traurige Bekanntheit erlangte Oegeln im Jahr 2017 durch den Mord an einer 79-jährigen Frau aus Müllrose und an zwei Polizisten am Ortsausgang von Oegeln in Richtung Beeskow. Die beiden Beamten wollten bei der Fahndung nach dem Täter, der zuvor seine Großmutter getötet hatte, dessen Fahrzeug mit einem ausgelegten Nagelbrett stoppen. Der Täter erkannte jedoch das ausgelegte Nagelbrett und wich aus. Er überfuhr dabei die neben der Straße wartenden Polizisten mit hoher Geschwindigkeit. Beide Beamte wurden vom Fahrzeug des Täters erfasst und waren sofort tot. Der Täter wurde im Februar 2018 wegen dreifachen Mordes zu einer lebenslangen Haft verurteilt.